# Jean François Boissonade de Fontarabie

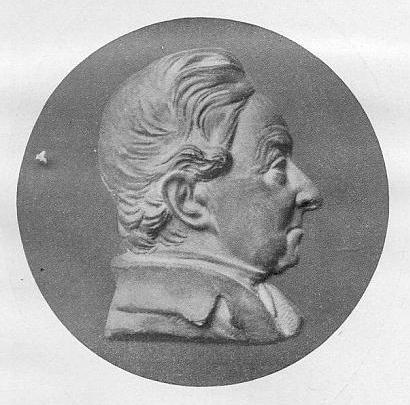
Jean François Boissonade de Fontarabie

Jean François Boissonade de Fontarabie (ur. 12 sierpnia 1774, zm. 8 września 1857 w Passy) – filolog klasyczny, hellenista. 

## Życiorys
W 1813 objął katedrę literatury greckiej na Uniwersytecie Paryskim. Od 1828 profesor w Collège de France. Od 1813 członek Académie des inscriptions et belles-lettres. Autor wielkiej liczby prac oraz edycji tekstów wielu autorów greckich.